# 伊藤一雄 (農学者)
伊藤 一雄（いとう かずお、1915年8月14日 - 2005年10月1日）は、日本の農学者・林学者。

## 人物・来歴
秋田県出身。九州帝国大学農学部卒、1949年「紫紋羽病に関する研究」で九大農学博士。日本の松の緑を守る会。全国森林病虫獣害防除協会顧問。

## 著書
- 『木材腐朽』 (林学講座) 朝倉書店, 1953
- 『図説樹病講義』地球出版, 1955
- 『図説苗畑病害診断法』林野共済会, 1959
- 『林木の耐病性 林木の病害と育種』農林出版, 1959
- 『樹病学概論』朝倉書店, 1960
- 『図説特用樹病害診断法』林野共済会, 1960
- 『図説林木病害診断法 針葉樹編』林野共済会, 1961
- 『図説樹病新講』地球出版, 1962
- 『樹病学大系』農林出版, 1971.5-1974.3
- 『松くい虫の謎を解く 松を枯らす材線虫と土水母』農林出版, 1975

### 共著編
- 『樹病』 (林学講座) 編. 朝倉書店, 1952
- 『原色森林病害虫図鑑』藍野祐久共著. 創文, 1970.9